# 阿纳科特斯 (华盛顿州)
阿納科特斯（英語：Anacortes）位於美國華盛頓州的斯卡吉特縣。它的名字「Anacortes」是來自安娜·柯提斯（Anna Curtis）－－早期費多戈島（Fidalgo Island）移民阿莫斯·鮑曼（Amos Bowman）的妻子－－的縮寫。 阿納科特斯的人口在2000年人口普查時為14,557人，同時也是弗農山－阿納科特斯都會區裡最重要的兩個都市之一。

## 歷史
阿納科特斯在1891年5月19日正式成立。

## 地理
阿納科特斯位於費多戈島（Fidalgo Island）上。根據美國人口調查局的資料，該市總面積為14.2平方英哩（36.7平方公里），包含11.8平方英里（30.5平方公里）的陸地及2.4平方英里（6.2平方公里）的水域，水域率為16.93%。

## 姊妹市
阿納科特斯有四個姊妹市：
- 日本象潟町（現已合併為仁賀保市）
- 俄羅斯羅蒙諾索夫
- 加拿大雪梨 (卑詩省)
- 克羅埃西亞維拉路卡

## 資料來源
1. ↑  "Historical Timeline （页面存档备份，存于）." Anacortes History Museum （页面存档备份，存于）. July 10, 2006. Retrieved on August 14, 2007.
2. ↑  . Sister Cities International.   [2008-10-12]. （原始内容存档于2008-07-05）.

## 外部連結
- Official City Government Website （页面存档备份，存于）
- Chamber of Commerce （页面存档备份，存于）
- Port of Anacortes （页面存档备份，存于）
- Anacortes Sister Cities Association （页面存档备份，存于）
- 中的“阿纳科特斯 (华盛顿州)”